# اینسیتو
صنایع اینسیتو (به انگلیسی: Insitu, Inc.) یک شرکت آمریکایی است که در زمینه طراحی، توسعه و تولید سامانه‌های هوایی بدون سرنشین (UAS) فعالیت می‌کند. این شرکت یک شرکت تابعه و کاملاً متعلق به بوئینگ دیفنس اسپیس اند سکیوریتی است و چندین دفتر در ایالات متحده، بریتانیا و استرالیا دارد. هواپیماهای بدون سرنشین (UAV) این شرکت شامل اسکن‌ایگل، اینتگراتور، اینتگراتو اکستندد رنج (ER)، اسکن‌ایگل ۳ و آر کیو-۲۱ بلک‌جک، تا تاریخ مه ۲۰۲۲ بیش از ۱٫۳ میلیون ساعت پرواز عملیاتی ثبت کرده‌اند.

## گالری

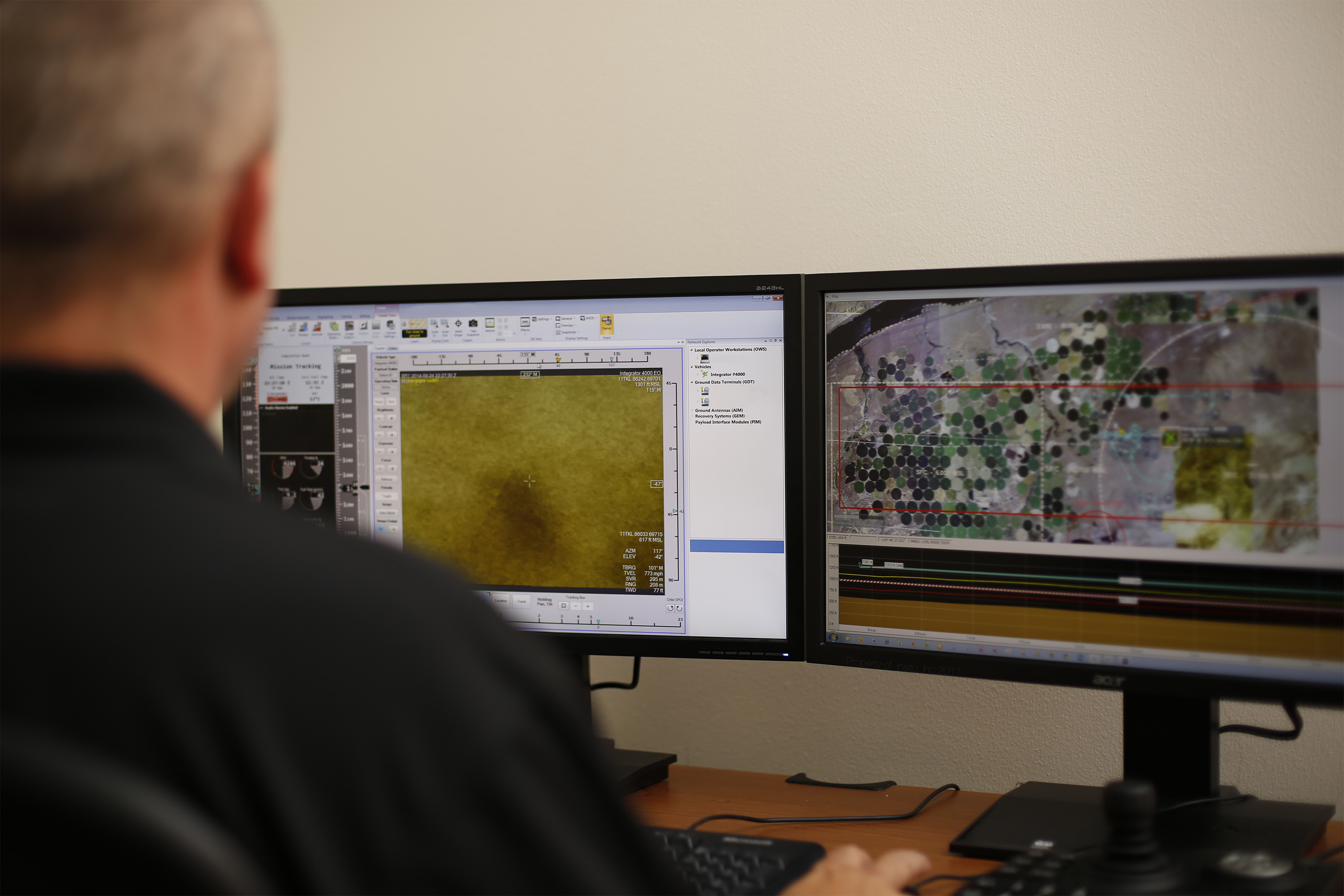
ایستگاه کنترل زمینی (GCS) Common Open-Mission Management Management Command and Control (ICOMC2) Insitu (GCS) سیستم اصلی مورد استفاده برای کنترل یکپارچه کننده و فراهم کردن دسترسی برای کنترل کل محموله است.
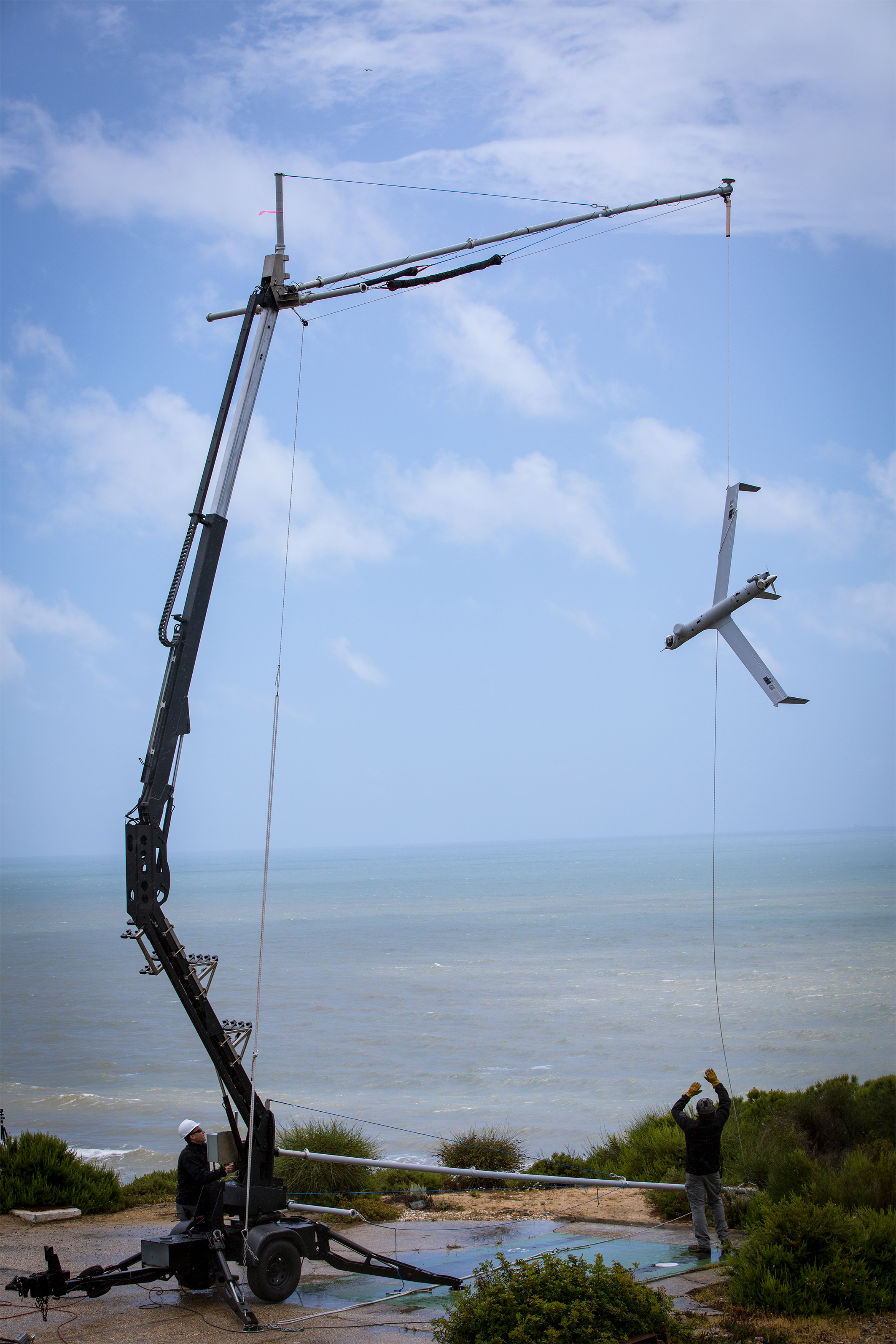
یک هواپیمای بدون سرنشین اسکن‌ایگل توسط سیستم بازیابی SkyHook که توسط اینسیتو اختراع شده‌است، بازیابی می‌شود.
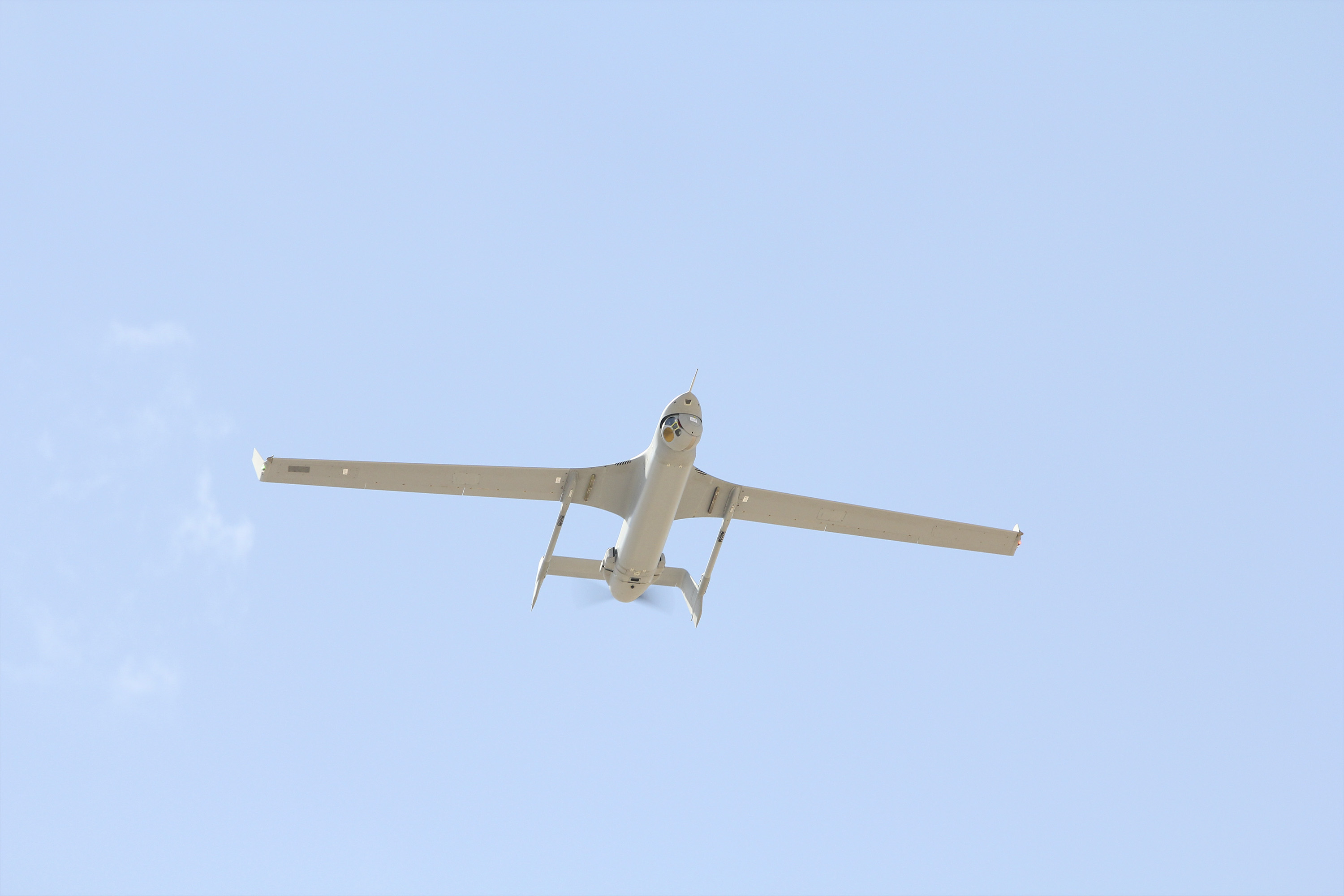
یک پهپاد اینتگراتو در حال پرواز
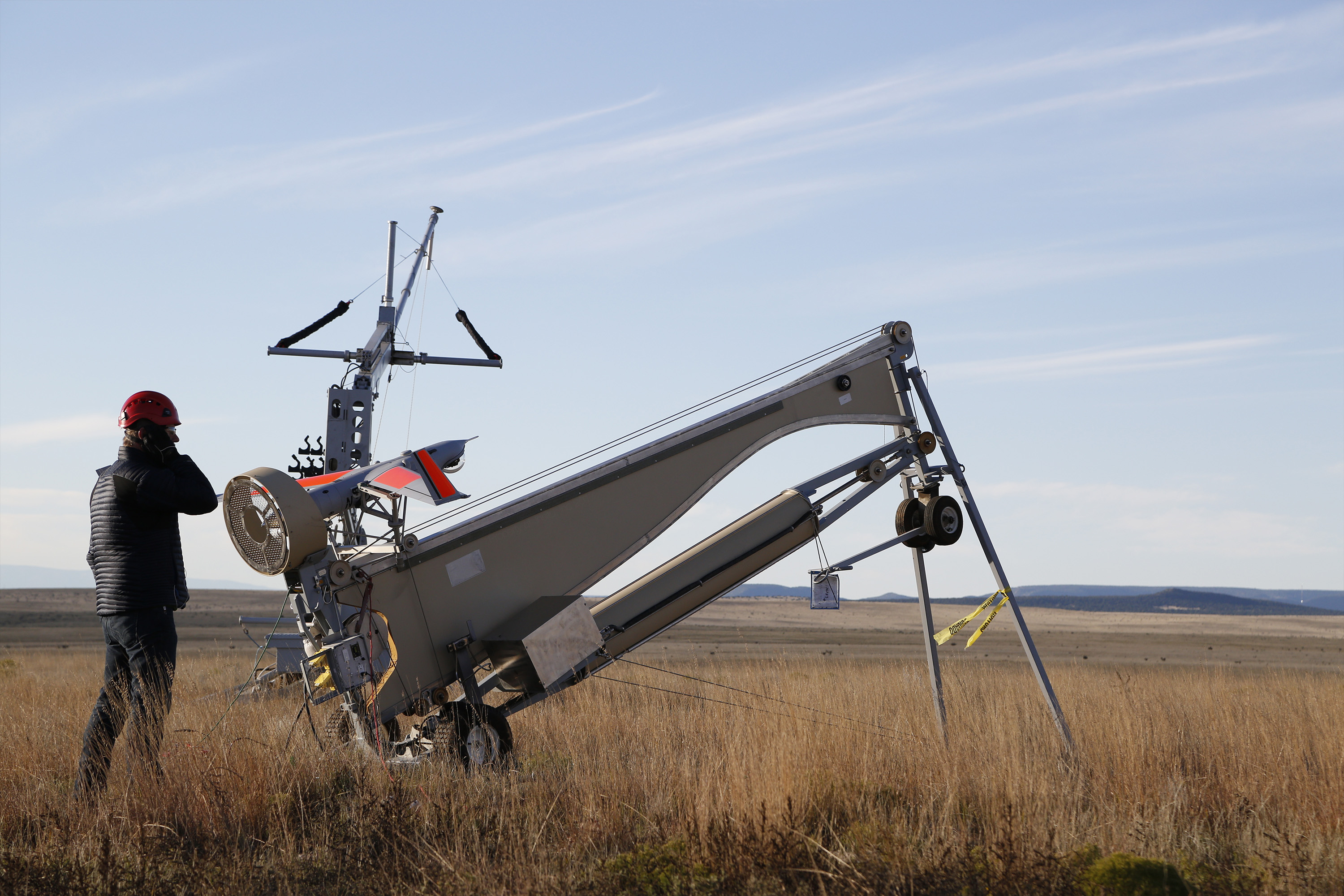
اسکل‌ایگل برای راه اندازی آماده می‌شود
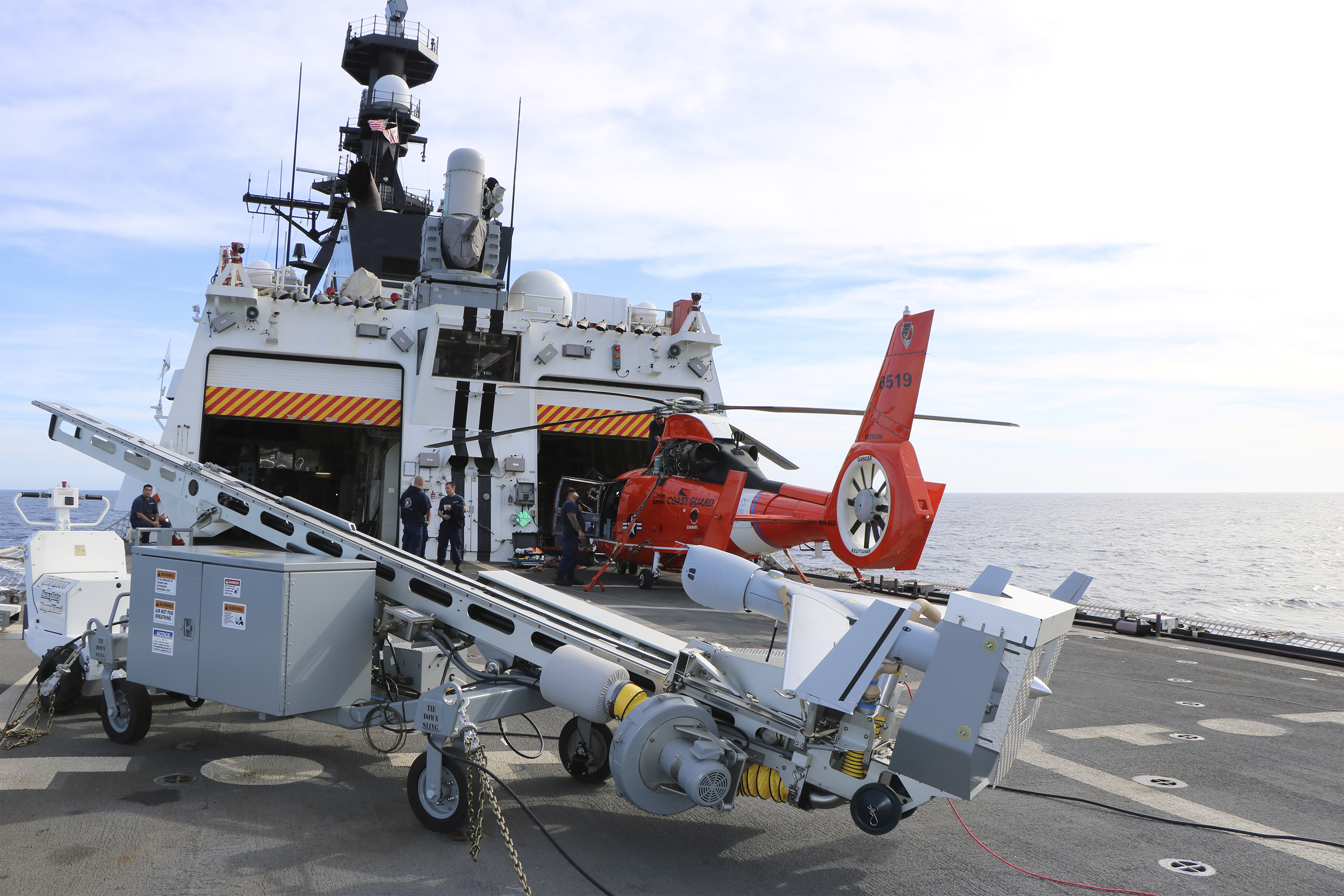
اسکل‌ایگل بر روی کاتر استراتون متعلق به گارد ساحلی ایالات متحده.